# Fender (Musikinstrumente)
Die Fender Musical Instruments Corporation Inc. (FMIC) ist ein international operierender, US-amerikanischer Konzern der Musikinstrumenten-Industrie mit Sitz in Scottsdale (Arizona). Das Unternehmen wird synonym mit deren Kernmarke oft als „Fender“ abkürzend bezeichnet. FMIC wurde 1946 von dem Rundfunkelektriker und Erfinder Leo Fender unter dem Namen Fender Electric Instrument Manufacturing Company in Fullerton (Kalifornien) gegründet. Durch die ursprünglichen Innovationen Leo Fenders ist das Unternehmen heute zu einem der anerkanntesten Hersteller für E-Gitarren, E-Bässe, Gitarrenverstärker und PA-Systeme gewachsen. Über die Produkte der Kernmarke „Fender“ hat sich FMIC seit den 1990er Jahren durch gezielte Zukäufe namhafter Marken der Musikinstrumentenindustrie zu einem der weltweit größten Konzerne der Branche entwickelt.
Das Unternehmen befindet sich in Privatbesitz, die Unternehmensanteile befinden sich mehrheitlich in den Händen der Gesellschafter und leitenden Führungskräfte des Unternehmens. Präsident ist Matt Janopaul, die operativen Geschäfte leitet hauptverantwortlich seit Juni 2015 CEO Andy Mooney.

## Geschichte
Die Bedeutung und der Ruf von FMIC und vor allem deren Kernmarke Fender gründet hauptsächlich auf den Pionierleistungen in den 1950er und 1960er Jahren. So war die Telecaster die erste in Serienfertigung hergestellte Solid-Body-E-Gitarre der Welt. Der ebenfalls von Leo Fender erfundene Precision Bass war der erste E-Bass mit Bundstäbchen.
Die damals futuristische Stratocaster ist eine weitere Stilikone der Musikgeschichte und gilt zusammen mit der Telecaster als meistkopierter Gitarrentyp. Auch mit den Verstärkermodellen von Fender wurde der Ruf des Unternehmens begründet. So diente zum Beispiel der Schaltplan des Fender Bassman als Vorlage für die Entwicklung der ersten Vox- und Marshall-Verstärker. Nach der Übernahme von Harold Rhodes’ Firma im Jahre 1959 stellte Fender ab 1965 auch das berühmte Rhodes Piano her. Nicht zuletzt ist die Verbindung der Produkte mit namhaften Künstlern aus diversen Genres der Popularmusik bis heute ein erhebliches Marketing-Instrument für FMIC.

### Ära Leo Fender

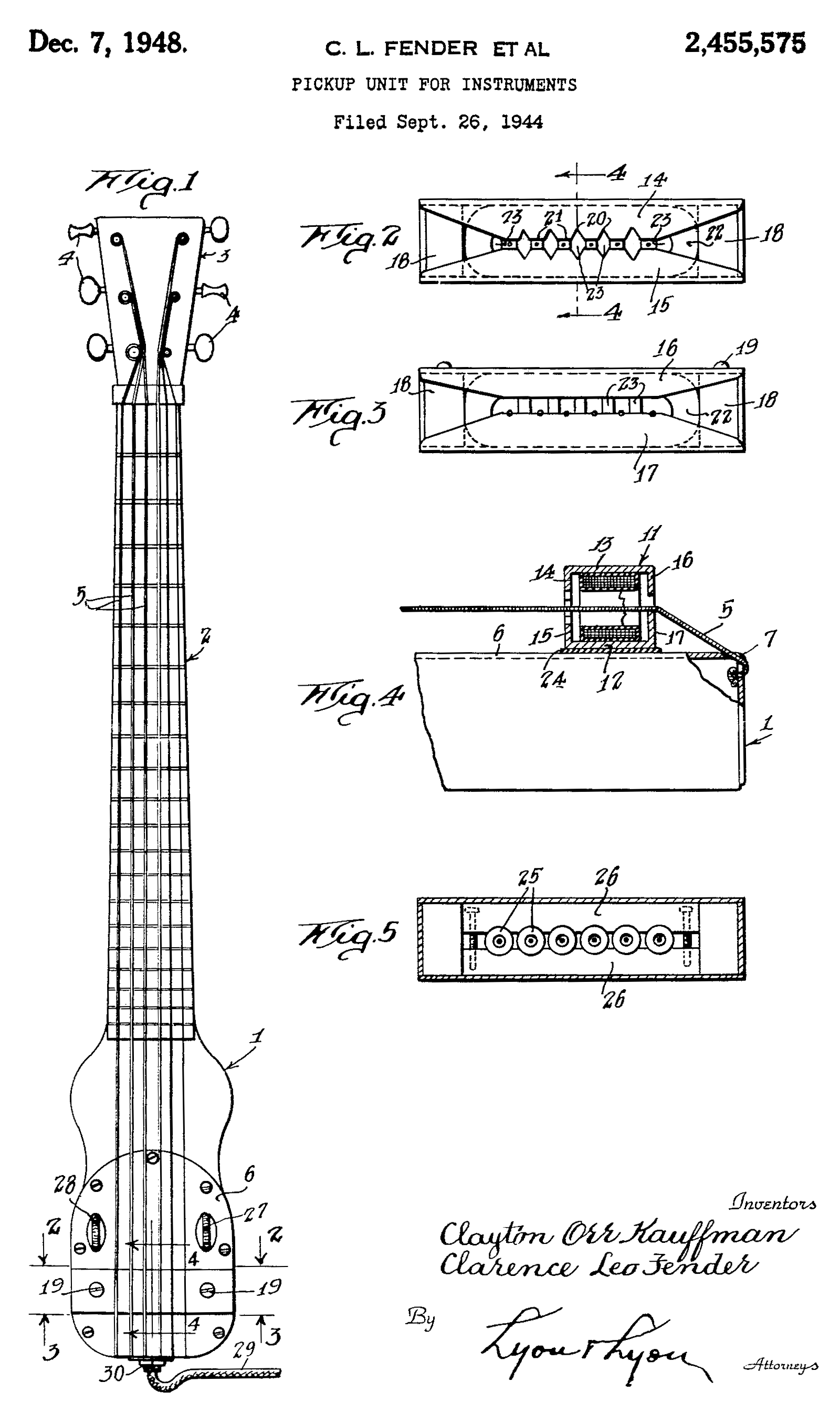
Patentzeichnung Leo Fenders zu einer Lapsteel-Gitarre von 1948

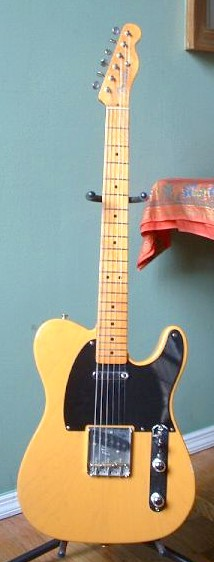
Fender Telecaster

Leo Fender war studierter Betriebswirt und arbeitete in den frühen 1930er Jahren als Buchhalter in diversen Firmen. Infolge der Depression verlor er diese Anstellung. Bereits in den 1920er Jahren hatte Fender sein Hobby als Rundfunkelektriker betrieben und unter anderem Beschallungsanlagen und Verstärker für unterschiedliche Veranstaltungen gebaut. 1939 gründete er in Fullerton sein eigenes Geschäft, „Fender Radio Service“, und bewarb dieses mit den Dienstleistungen und dem Verkauf von „elektrischen Geräten, Schallplatten, Musikinstrumente und Reparaturen, Noten“.
Mit der Popularisierung der Hawaii- und Countrymusik in den 1920er und 1930er Jahren gehörten zu Fenders ersten Servicekunden lokale halb- und vollprofessionelle Musiker, die in diesen Stilarten die Lapsteel-Gitarren (auch Hawaii-Gitarren genannt) spielten. Neben Fender statteten Firmen wie Gibson und Rickenbacker diese mit Tonabnehmern aus und experimentierten an möglichen Konzepten für weitere Produkte, insbesondere die der elektrischen Verstärkung von Gitarren herkömmlicher Bauart, zu der Zeit Vollresonanzgitarren (Jazzgitarren). Einer von Fenders frühen Kunden war Cayton Orr Kauffman, ein professioneller Lapsteel-Gitarrist und wie Fender interessiert an technischen Details des Instrumentenbaus. Kauffman hatte bereits mit Rickenbacker an der Entwicklung von E-Gitarren zusammengearbeitet. Fender und Kauffman gründeten die Firma „Kauffman & Fender“ und begannen mit nur wenigen Mitarbeitern die Produktion eigener Lapsteelgitarren und Verstärker in einer Baracke hinter Fenders Ladengeschäft, dessen Betrieb neben der Produktion zunächst weiter geführt wurde. Die Instrumente hatten Erfolg bei den lokalen und regionalen Musikern, der Arbeitseinsatz jedoch war so intensiv, dass sich Kauffman 1946 aus dem Unternehmen zurückzog.
Leo Fender gründete für seine prosperierenden Geschäfte nach Kauffmans Rückzug unmittelbar die Fender Electric Instrument Manufacturing Company (auch Fender Electric Instruments Company), zog 1948 innerhalb von Fullerton in größere Produktionsräume um und intensivierte die Produktion. Gleichfalls experimentierte Fender an der Entwicklung einer Solid-Body E-Gitarre mit der Zielrichtung, diese in Massenproduktion herzustellen und zu günstigeren Preisen als der Wettbewerb anzubieten. Zu dieser Zeit hatten bereits andere Firmen wie Gibson und Epiphone sowie einzelne Personen wie Les Paul und Paul Bigsby an den gleichen Konzepten einer solchen innovativen Bauart einer Gitarre gearbeitet. Bigsby, aus dem lokalen kalifornischen Umfeld im Orange County, und Fender kannten sich persönlich, und so ist es umstritten, ob Fender direkte Anleihen an Bigsbys Entwürfen für den Musiker Merle Travis genommen hat.
Nach zahlreichen Prototypen brachte Fender 1950 letztlich das E-Gitarrenmodell auf den Markt, das heute als Telecaster bekannt ist. Der Erfolg dieses Modells, das für 169,95 US-Dollar verkauft wurde, führte dazu, dass Fender 1951 den Betrieb seines Radio- und Schallplattengeschäfts einstellte. 1953 gründete Fender zusammen mit Don Randall und anderen die Vertriebsfirma „Fender Sales Inc.“ in Santa Ana (Kalifornien). Randall war Manager und Vertriebsleiter eines Elektronikgroßhandels, der Leo Fenders Geschäft ursprünglich mit Materialien und Ersatzteilen belieferte. Fender wiederum ließ in den 40er Jahren seine Produkte durch Randalls Firma vertreiben. Der Erfolg bestand auch darin, dass Fender Gitarren und Verstärker anbieten konnte und so eine bestimmte Vorstellung vom Klang einer E-Gitarre nachhaltig zu prägen imstande war.
Neben der Entwicklung und Produktion von Verstärkern, die sich bis heute im Portfolio der FMIC befinden, folgte 1955 der wohl größte Wurf des Unternehmens mit der Markteinführung des E-Gitarrenmodells Stratocaster. Leo Fender hatte in diesem Modell das grundlegende Konzept der Telecaster konsequent weiterentwickelt und insbesondere Anregungen von Musikern in Bezug auf Komfort, Klangvarianten und weitere Aspekte angenommen und umgesetzt. Anfang der 1960er Jahre fühlte sich Leo Fender körperlich und mental nach dem intensiven Arbeitsjahrzehnt ausgelaugt. Gedanken des Verkaufs des Unternehmens bei einem lukrativen Angebot setzte er 1964 um und veräußerte Fender Electric Instrument Manufacturing Company zu einem für die damalige Zeit enormen Preis von 13 Millionen US-Dollar an CBS.

### Die CBS-Zeit
Im Februar 1965 übernahm der amerikanische Medienkonzern Columbia Broadcasting System (CBS) die vollen Anteile der FMIC von Leo Fender, der nur noch beratend im Bereich der Forschung und Entwicklung für das Unternehmen tätig blieb und 1970 gänzlich bei FMIC ausschied.
Die Zeit der Eigentümerschaft durch CBS wird heute zwiespältig angesehen. Zum einen hatte FMIC trotz des durchschlagenden Markterfolges unter der Leitung von Leo Fender immer große Probleme mit der nötigen finanziellen Ausstattung und Liquidität. CBS wiederum als großer Merger hatte das nötige Kapital, aber es fehlte letztlich das tiefe Interesse und Wissen und die Erfahrung, um den essentiellen Anforderungen der Entwicklung, der Herstellung und dem Vertrieb von Musikinstrumenten voll nachkommen zu können. Die Folge war, dass zwar nach Leo Fenders Ausscheiden aus der Unternehmensleitung der Qualitätsstandard der Produkte zunächst in den 1960er Jahren gehalten wurde, jedoch folgten auf Sparmaßnahmen bei den Produkten ebenso wie in der Produktion und darauffolgenden Personalfluktuationen in leitenden Positionen deutliche Verluste sowohl im wirtschaftlichen Erlös als auch in der Produktqualität.
CBS versuchte vor allem die Wirtschaftlichkeit von FMIC durch zahlreiche Produktentwicklungen und Markteinführungen, insbesondere im Geschäftsbereich der Gitarrenprodukte wiederherzustellen. Die Umsätze konnten erheblich gesteigert werden (1970 i.H 20 Mio $.; 1980 60 Mio. $), CBS unterließ es jedoch, gleichfalls nötige Reinvestitionen bei einem Kostendruck durch einen Personalstand von circa 750 Angestellten und dem Unterhalt von fünf Produktionsstätten in Fullerton in allen relevanten Bereichen bei FMIC vorzunehmen. Ende der 1970er Jahre war die Situation bei FMIC derart schlecht, das CBS eher an einer Auflösung von FMIC dachte als weitere Gelder zu investieren. 1980 entschied sich CBS, die Leitung bei FMIC neu zu besetzen, und warb erfahrenes Managementpersonal bei Wettbewerbern wie Yamaha und anderen ab.

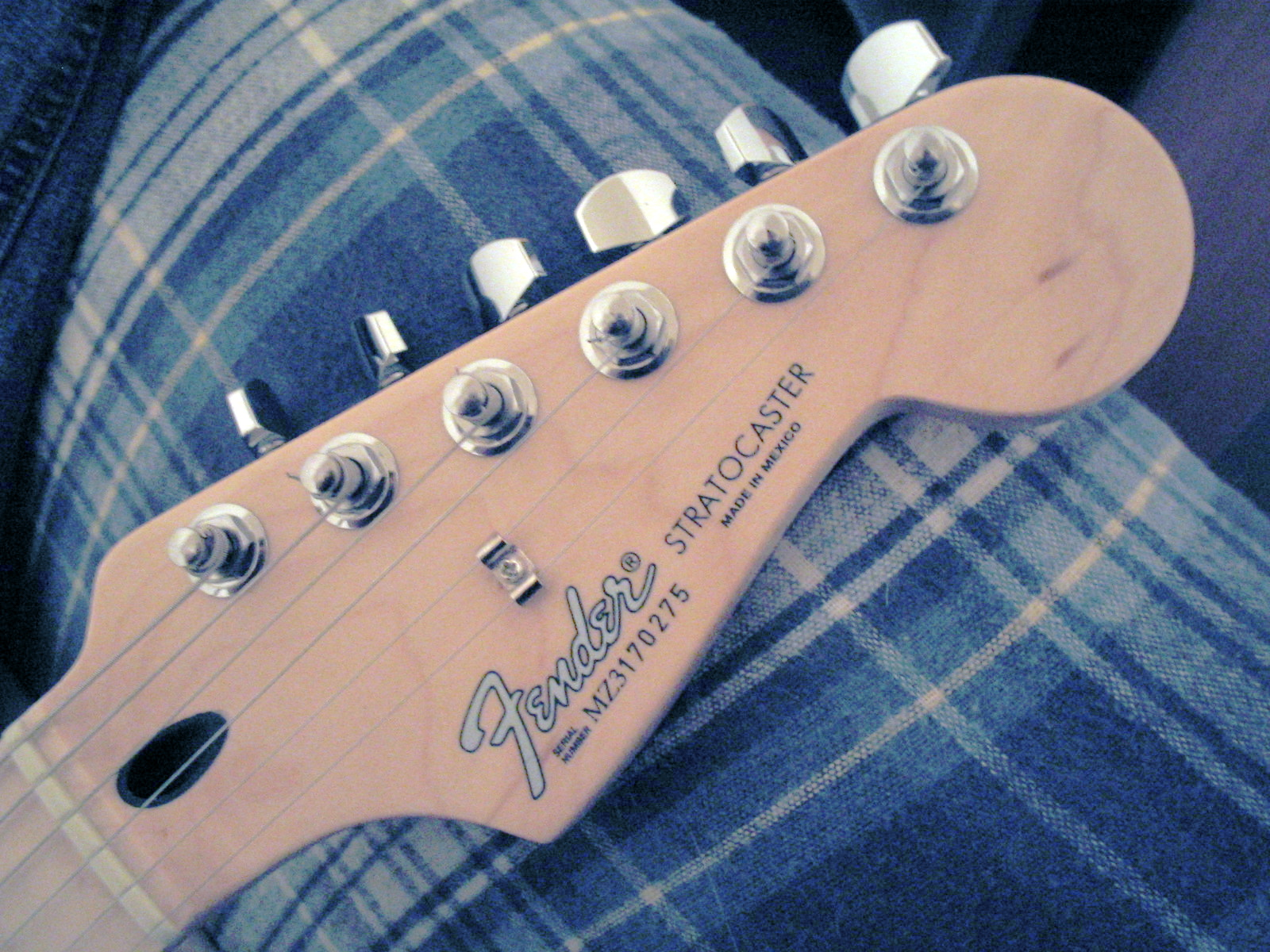
Kopfplatte an einer „Fender Stratocaster“ aus der mexikanischen Fertigung nach 1991

Neuer CEO wurde William („Bill“) C. Schultz, er erhielt, bedingt durch die marode Situation, von der Konzernleitung bei CBS freie Hand. Schultz musste feststellen, dass unter anderem wichtige Prototypen und Mustermodelle in der CBS-Zeit teilweise durch CBS-Manager unbekannt verschenkt oder an Sammler verkauft wurden. Schultz reagierte sofort, indem er alle Veränderungen am Basismodell der Stratocaster der 1970er Jahre auf die ursprüngliche Form zurückbauen ließ und in die Produktion und auf den Markt brachte, um sofort Gewinne zu erwirtschaften. Ebenfalls wirkte er dem Druck aus dem Niedrigpreismarkt – durch fernöstliche Kopien der erfolgreichen Fendermodelle – mit der Aufnahme der Produktion von „Fender-Japan“ durch dortige Lizenzhersteller und der Markteinführung der Fender-Squier (kurz „Squier“) Produktlinie entgegen. FMIC setzte ebenfalls den Schutz der Markenrechte und Gebrauchsmuster konsequenter gegenüber Wettbewerbern durch, insbesondere die Verwendung oder Kopie der markanten Kopfplatten-Designs der Modelle „Stratocaster“ und „Telecaster“. Trotz der Rückbesinnung auf die ursprünglichen Markenwerte und Qualitäten und die wirtschaftliche Erholung von FMIC entschloss sich CBS Mitte der 1980er Jahre, sich von FMIC zu trennen und das Unternehmen zu verkaufen.

### Nach CBS, William C. Schultz bis heute
Zwanzig Jahre nachdem CBS FMIC von Leo Fender erworben hatte, verkaufte CBS 1985 das Unternehmen an eine Investorengruppe unter Leitung von William C. Schultz (1926–2006). Der Verkauf umfasste jedoch lediglich den Namen und die verbliebenen Lagerbestände, die Fabrikgebäude der Stratocaster in Fullerton (Kalifornien) wurden anderweitig veräußert. Zwangsläufig kam die Gitarrenproduktion in den USA kurzzeitig zum Erliegen, Stratocasters wurden zeitweise nur noch von Fremdfirmen in Japan aus Restbeständen der USA-Produktion hergestellt. Erst mit Bezug der neuen Fabrikräume in Corona (Kalifornien) besserte sich die Situation merklich. 
Schultz führte FMIC konsequent auf die Markenwerte zurück und nahm den Trend zu den alten Typen im Produktbereich E-Gitarre – den sogenannten „Vintage-Modellen“ aus der Zeit vor der CBS-Übernahme – mit der Einführung der „American-Vintage Serie“ auf, die sofort ein nachhaltiger Markterfolg wurde. Gleichfalls ließ Schultz unter Beibehaltung der konservativen äußeren Anmutung die zeitgemäße moderne Überarbeitung der Typen durchführen, dies mündete in der Markteinführung der „American-Standard Serie“. Dieselbe Strategie verfolgte FMIC in der Sparte der Gitarrenverstärker, in der Wiederauflage alter beliebter und nachgefragter Modelle („Fender Bassman“) und ebenso modernen Interpretationen klassischer Modelle.
1987 wurde zudem der „Fender Custom Shop“ gegründet, um besondere Kundenwünsche zu erfüllen und um die Betreuung und die marketingstrategische Bindung von bekannten Künstlern zu forcieren. Ganz bewusst wurde und wird durch den Custom Shop der „Mythos Fender“ und die eigene Leistungsfähigkeit abseits des Images als Massenproduzent beworben. 1990 eröffnete FMIC ihre mexikanische Produktionsstätte in Ensenada, Baja California. Dort fertigt das Unternehmen die E-Gitarren und E-Bass Modelle der „Fender-Mexiko“ Serien entsprechend dem US-Portfolio. FMIC lässt in Ensenada ebenfalls kostengünstig viele Arbeiten der Vorproduktion für die Zentralfertigung in Corona verrichten.
1991 erfolgte die Verlegung des Verwaltungs- und Unternehmenssitzes von Corona nach Scottsdale.
Im Jahr 2005 trat Schultz im Alter von 79 Jahren als CEO von FMIC zurück, blieb aber Präsident des Unternehmens. CEO wurde in Nachfolge der bisherige Gesellschafter William Mendello. Am 21. September 2006 verstarb Schultz in Scottsdale (Arizona).
2008 übernahm FMIC die „Kaman Music Corporation“ (KMC) von der Kaman Corporation, dem größten unabhängigen Musikinstrumenten- und Zubehörvertrieb der USA. Kaman ist seit den 1960er Jahren auch als Hersteller für innovative Konstruktionen von akustischen Gitarren der Marke Ovation bekannt geworden.
FMIC und die Volkswagen AG haben 2010 eine Zusammenarbeit vereinbart, um gemeinsam für Volkswagen ein neues Premium-Audiosystem zu entwickeln. FMIC und Volkswagen hatten bereits in der Vergangenheit auf der Ebene von Marketingaktionen zusammengearbeitet, wie zum Beispiel durch die Herstellung der „VW-Stratocaster“ aus dem Fender Custom Shop. Im Rahmen dieser Kooperation wurden in Nordamerika der Volkswagen Golf, der Volkswagen Käfer, die Volkswagen-Jetta-Limousine, der Volkswagen Passat und der Volkswagen Tiguan optional mit Fender Premium Sound ausgeliefert.
Im Februar 2015 wurde KMC von FMIC an Jam Industries verkauft. Im Januar 2019 kaufte Fender die Bigsby Electric Guitar Company von seinem Partner Gretsch. Die Tochtergesellschaft arbeitet unabhängig und produziert den beliebten Vibrato-Saitenhalter von Bigsby sowie mehrere von Paul Bigsby entworfene E-Gitarren.

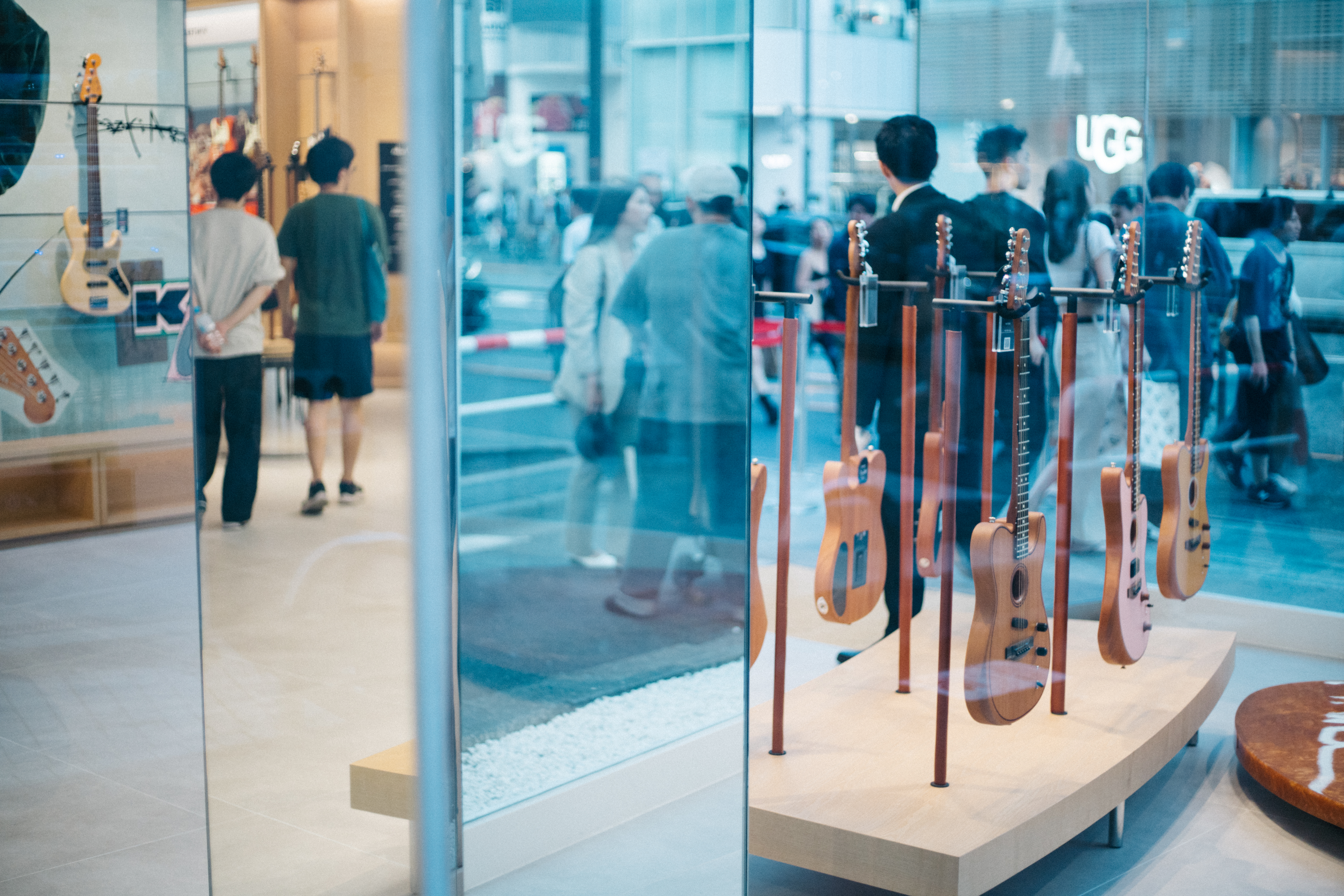
Fender Flagship Store Tokio

Im August 2021 verhängte das Bundeskartellamt gegen Fender und andere Unternehmen (Roland und Yamaha sowie Thomann und Music Store) wegen Preisabsprachen bei Musikinstrumenten Bußgelder von insgesamt 21 Mio. Euro.
2023 wurde ein Flagship-Store in Tokio eröffnet.
Im Jahr 2024 brachten Fender und Lautsprecher Teufel eine gemeinsame Lautsprecherlinie heraus.

## Konzernstruktur
FMIC ist in der heutigen Form eine Konzern-Holding, die am Hauptsitz alle administrativen und distributiven Operationen der Konzernmarken steuert. Zentral wird das Marketing der Marken koordiniert und entwickelt. Der Vertrieb und Export wird für den nordamerikanischen Raum direkt selber besorgt. Für die traditionell stark nachgefragten europäischen Märkte hat FMIC seit den 1990er Jahren neben Deutschland in England, Frankreich, den Niederlanden, in Spanien und Schweden Niederlassungen gegründet. Vertriebsniederlassungen bestehen ebenfalls an den Produktionsstandorten in Japan und in Mexiko. Für Deutschland und den deutschsprachigen Raum ist die „Fender Musical Instruments GmbH“ mit Sitz in Düsseldorf verantwortlich.
Das Organigramm der Unternehmensleitung stellt sich annähernd wie folgt dar:
- Der Aufsichtsrat der Gesellschafter, vertreten durch den Vorsitzenden (Präsident) Matt Janopaul.
- Die operative Geschäftsführung unter Gesamtverantwortung des CEO Andy Mooney
  - CFO James S. Broenen, Vorstand für Finanzen und Personal
  - CMO Evan Jones, Vorstand für Marketing
  - CLO (Chief Legal Officer), CBDO Mark van Vleet, Vorstand für Personal- und Firmenentwicklung
  - CSO Don Randall jr., Vorstand für Vertrieb

KMC koordiniert das operative Geschäft der Eigenmarken selbst in Verantwortlichkeit gegenüber FMIC.
Produktionsstätten unterhält FMIC für die Kernmarke Fender in Corona (Kalifornien), der traditionellen Fabrik neben Fullerton, und in Ensenada (Baja California, Mexiko). Die Marken Jackson, Charvel und Genz Benz produzieren nach Verlagerung in Scottsdale am Verwaltungssitz von FMIC. Am zentralen Produktionsort von Fender in Corona ist ebenfalls der international bekannte und nachgefragte rechtlich separat firmierende „Fender Custom Shop“ angesiedelt.

## Teilbereiche des Konzerns

### Kernmarke „Fender“
Neben dem Fender-Rhodes-Piano ist das Unternehmen vor allem für seine Gitarren und E-Bassmodelle weltweit bekannt. Die Fender Stratocaster und die Fender Telecaster gelten (neben der Gibson Les Paul des Wettbewerbers Gibson) als die Klassiker unter den E-Gitarren. Der ebenfalls weltweit bekannte Fender Precision Bass war bei Markteinführung 1951 der erste E-Bass mit massivem Holzkorpus.
FMIC hat eine sehr fein differenzierte Preisabstufung, die unter anderem vom Produktionsort der Gitarren und Bässe (USA, Mexiko und Asien) und der Wertigkeit der verwendeten Materialien und Zurüstteile abhängt. Dies lässt allerdings nur bedingt direkte Rückschlüsse auf die Qualität der Instrumente zu.

#### Auswahl E-Gitarrenmodelle
- Fender Stratocaster
- Fender Telecaster
  - Esquire
  - Nashville Tele
- Fender Jaguar
- Fender Duo Sonic
- Fender Jazzmaster
- Fender Mustang
- Fender Starcaster
- Fender Showmaster
- Fender Cyclone
- Fender Jagstang
- Fender Toronado
- Fender Swinger
- Fender Lead Series
- Fender Coronado

#### Auswahl E-Bassmodelle
- Fender Precision Bass
- Fender Jazz Bass
- Fender Telecaster Bass
- Fender VI
- Fender Mustang Bass
- Fender Jaguar Bass

### Verstärker und PA-Systeme

#### Fender Blues Verstärker
- Blues Junior
- Blues DeVille
- Blues Deluxe

#### Fender Tweed Verstärker
- Twin Amp
- Bassman
- Princeton
- Harvard
- Deluxe
- Champ

Fender Silverface Verstärker
- Deluxe Reverb
- Twin Reverb
- Super Six Reverb
- Dual Showman
- Bassman

#### Fender Brownface Verstärker
- Bassman
- Bandmaster
- Showmaster
- Super Sonic

#### Fender Blackface Verstärker
- Twin Reverb
- Princeton Reverb
- Deluxe Reverb
- Champ
- Harvard
- Tremolux
- Vibrolux Reverb
- Super Reverb
- Vibrosonic Reverb
- Bassman
- Showman

#### Moderne Fender Röhrenverstärker
- HotRod Deluxe
- HotRod DeVille

#### Fender Modelling Verstärker
- Mustang + Mustang V2 I, III, IV, V
- Cyber Twin

#### Andere Fender Verstärker
- Roc Pro 700/1000

### Sonstige E-Gitarren und E-Bassgitarren
- Fender Custom Shop, stellt seit 1987 hochwertige Kleinserien und spezielle Kundenaufträge klassischer Fender-Modelle her.
- Fender Mod Shop, stellt seit 2016 E-Gitarren und E-Bässe nach individuellen bzw. Custom-Spezifikationen her.[9]
- Squier, wurde 1965 Bestandteil von Fender Instrumental Manufacture, fertigt Niedrigpreisangebote der klassischen Fender-Modelle, in der Regel in Asien.
- Jackson Guitars / Charvel Guitars, seit 2002 in Besitz von Fender.
- EVH, Joint-Venture des „Fender Custom Shop“ mit dem Rock-Musiker Edward („Eddie“) Van Halen für Design und Bau einer personalisierten E-Gitarren und Verstärkerserie sowie Zubehör.

### Akustische Gitarren
- Fender, akustische Stahlsaiten-Gitarren, klassische Gitarren und Resonatorgitarren
- Gretsch, fertigt elektrische Halb- und Vollresonanzgitarren, seit 2002 von Fender kontrolliert.
- Tacoma Guitars, fertigt akustische Stahlsaiten-Gitarren (Western-Gitarren).

### Sonstige Saiteninstrumente
- Fender Banjos, Mandolinen, Ukulelen

### Tochtergesellschaften
- Fender Custom Shop
- Gretsch Guitars
- SWR Sound Corporation, E-Bassverstärker
- Sunn

### Elektronik, Zubehör
- De Armond, Tonabnehmer
- Fender Tonabnehmer, Saiten, Instrumentenkoffer und Kabel, Einzel- und Ersatzteile, Pflegemittel

### Konzerntochter KMC Music Inc.
Die Konzerntochter KMC Music Inc. hat folgende Eigenmarken als Produzent im Portfolio:
E-Gitarren, akustische Gitarren
- Hamer Guitars
- Takamine

Verstärker
- Genz Benz